# Wilhelm-Schickard-Institut
Das Wilhelm-Schickard-Institut für Informatik (WSI) ist Teil der Mathematisch-Naturwissenschaftlichen Fakultät an der Eberhard Karls Universität Tübingen. Es ist benannt nach dem Astronomen und Mathematiker Wilhelm Schickard, der 1623 in Tübingen die erste Rechenmaschine konstruierte.

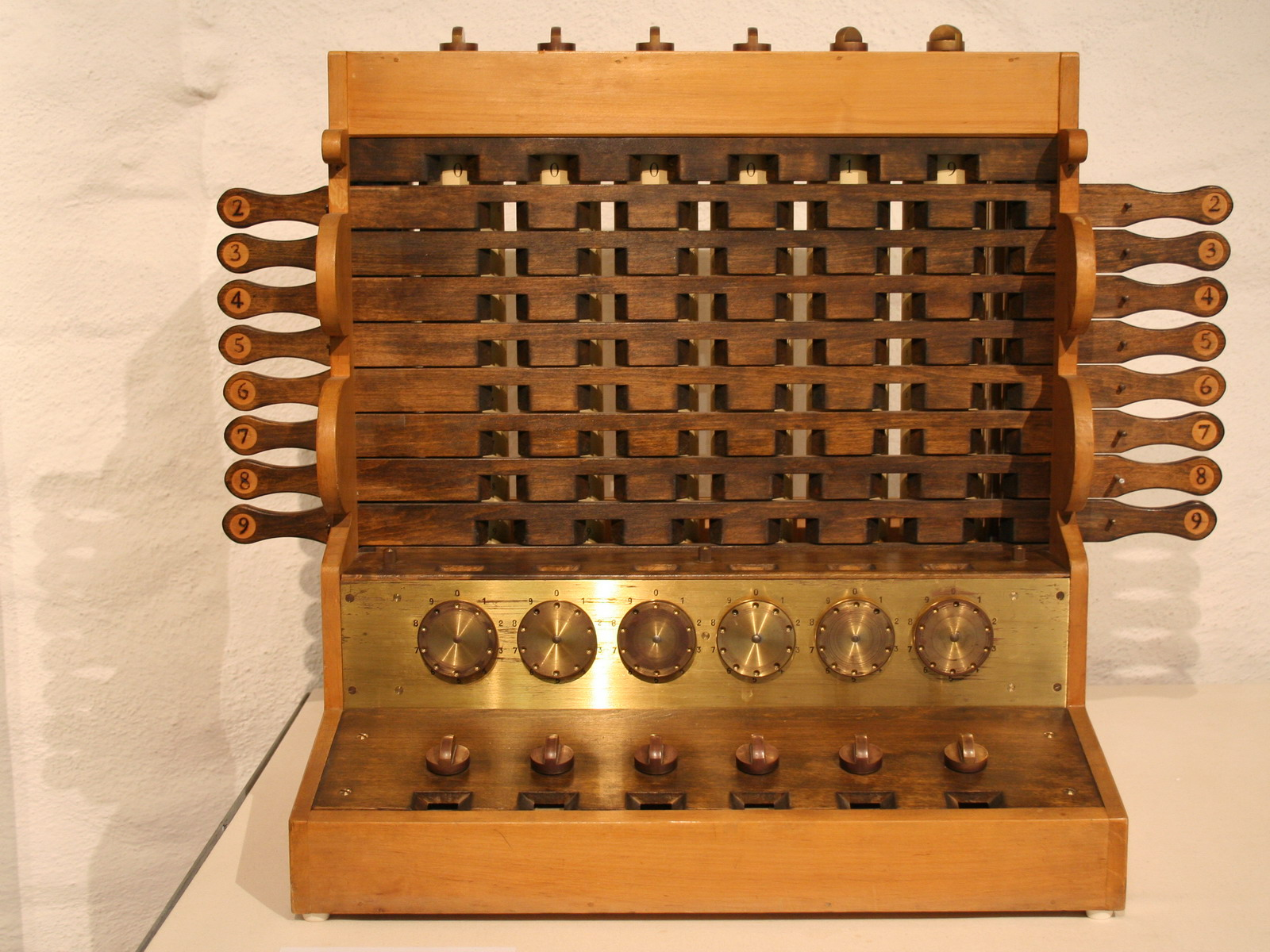
Nachbau von Schickards Rechenmaschine im WSI-Computermuseum

Das Institut wurde im Jahr 1986 zunächst als gemeinsame Einrichtung der damaligen Fakultäten für Mathematik und Physik gegründet mit den Arbeitsbereichen Computeralgebra (Rüdiger Loos) in der Mathematischen Fakultät und Computergrafik (Wolfgang Straßer) in der Fakultät für Physik. Im Jahr 1990 folgte die Gründung einer eigenen Fakultät für Informatik deren einziges Institut das WSI war. Ab Oktober 2002 bildete es zusammen mit dem Psychologischen Institut die Fakultät für Informations- und Kognitionswissenschaften.
Seit Oktober 2010 ist das Wilhelm-Schickard-Institut als Fachbereich Informatik Teil der Mathematisch-Naturwissenschaftlichen Fakultät.
Ein besonderes Merkmal des WSI ist die große Auswahl an Nebenfächern, die zum Informatik-Studiengang gewählt werden können. Unter anderem kann eines der vielen geistes- oder sozialwissenschaftlichen Fächer der Universität Tübingen gewählt werden. Seit dem Sommer 2005 gibt es dort auch ein Computermuseum, in dem die Computersammlung „ElektronenGehirne“ des Museums der Universität Tübingen MUT untergebracht ist.
Im November 2007 erhielt das Institut den renommierten Shared University Research Grant der IBM in bis dahin nie gesehener Höhe. Im Zuge dessen wurde der Lehrstuhl Technische Informatik von Dekan Wolfgang Rosenstiel († 2020) mit einem z9-Mainframe-Rechner ausgerüstet.

## Lehr- und Forschungseinheiten (Lehrstühle)
Nach Stand vom Juni 2025 gibt es am Fachbereich 33 Lehrstühle:
| Lehrstühle                                            | Ordinarien           | Forschungsgebiet                                |
| ----------------------------------------------------- | -------------------- | ----------------------------------------------- |
| Data Science und maschinelles Lernen                  | Robert Bamler        | Maschinelles Lernen                             |
| Eingebettete Systeme                                  | Oliver Bringmann     | Software & System-Engineering                   |
| Kognitive Modellierung                                | Martin Butz          | Maschinelles Lernen; Vision & Cognition         |
| Computational Neuroscience                            | Peter Dayan          | Vision & Cognition                              |
| Mathematische Strukturen in der Informatik            | Britta Dorn          | Theorie                                         |
| Medieninformatik (Vertretungsprofessur)               | Fiona Draxler        | Vision & Cognition                              |
| Experimentelle Kognitionswissenschaft                 | Volker Franz         | Vision & Cognition                              |
| Autonomes maschinelles Sehen                          | Andreas Geiger       | Maschinelles Lernen; Vision & Cognition         |
| Datenbanksysteme                                      | Torsten Grust        | Software & System-Engineering                   |
| Maschinelles Lernen                                   | Matthias Hein        | Maschinelles Lernen; Theorie                    |
| Methoden des maschinellen Lernens                     | Philipp Hennig       | Maschinelles Lernen                             |
| Algorithmen der Bioinformatik                         | Daniel Huson         | Biomedizinische Informatik                      |
| Algorithmik                                           | Michael Kaufmann     | Theorie                                         |
| Informatik und ihre Didaktik                          | Maria Knobelsdorf    | Vision & Cognition                              |
| Angewandte Bioinformatik                              | Oliver Kohlbacher    | Biomedizinische Informatik                      |
| Computergrafik                                        | Hendrik Lensch       | Vision & Cognition                              |
| Sensory and Sensorimotor Systems                      | Zhaoping Li          | Vision & Cognition                              |
| Theorie des Maschinellen Lernens                      | Ulrike von Luxburg   | Maschinelles Lernen; Theorie                    |
| Maschinelles Lernen in der Wissenschaft               | Jakob Macke          | Maschinelles Lernen                             |
| Distributed Intelligence                              | Georg Martius        | Maschinelles Lernen                             |
| Kommunikationsnetze                                   | Michael Menth        | Software & System-Engineering                   |
| Sprache und KI in der Bildung                         | Detmar Meurers       | Maschinelles Lernen; Vision & Cognition         |
| Biomedical Data Science                               | Sven Nahnsen         | Biomedizinische Informatik                      |
| Integrative Transkriptomik                            | Kay Nieselt          | Biomedizinische Informatik                      |
| Scalable Trustworthy AI (STAI)                        | Seong Joon Oh        | Maschinelles Lernen                             |
| Programmiersprachen                                   | Klaus Ostermann      | Software & System-Engineering                   |
| Methoden der Medizininformatik                        | Nico Pfeifer         | Biomedizinische Informatik; Maschinelles Lernen |
| Kontinuierliches Lernen auf multimodalen Datenströmen | Gerard Pons-Moll     | Maschinelles Lernen; Vision & Cognition         |
| Visual Computing                                      | Andreas Schilling    | Vision & Cognition                              |
| Informationsdienste                                   | Thomas Walter        | Software & System-Engineering                   |
| Neuronale Informationsverarbeitung                    | Felix Wichmann       | Vision & Cognition                              |
| Foundations of Machine Learning Systems               | Robert C. Williamson | Maschinelles Lernen                             |
| Kognitive Systeme                                     | Andreas Zell         | Maschinelles Lernen; Vision & Cognition         |

### Sonstige Professuren (Kooptationen, Honorarprofessuren, Industry on Campus, Unabhängige Forschungsgruppen, Juniorprofessuren, Akademische Räte)
| Arbeitsgruppe                                            | Leitung                | Professurtyp                 | Forschungsgebiet                                   | assoziierte Einrichtung                      |
| -------------------------------------------------------- | ---------------------- | ---------------------------- | -------------------------------------------------- | -------------------------------------------- |
| Mathematical and Computational Population Genetics       | Franz Baumdicker       | Juniorprofessur              | Biomedizinische Informatik                         | Eberhard Karls Universität Tübingen          |
| Data Science for Vision Research                         | Philipp Berens         | Kooptation                   | Vision & Cognition                                 | Hertie Institute for AI in Brain Health      |
| Computational Neuroscience and Machine Learning          | Matthias Bethge        | Kooptation                   | Maschinelles Lernen; Vision & Cognition            | Tübingen AI Center                           |
| Perceiving Systems                                       | Michael J. Black       | Honorarprofessur             | Maschinelles Lernen; Vision & Cognition            | Max-Planck-Institut für Intelligente Systeme |
| Software Engineering                                     | Jonathan Brachthäuser  | Juniorproffesur              | Software & System-Engineering                      | Eberhard Karls Universität Tübingen          |
| Klinische Bioinformatik                                  | Manfred Claasen        | Kooptation                   | Biomedizinische Informatik                         | Eberhard Karls Universität Tübingen          |
| Mathematische Methoden in der Informatik                 | Stephan Eckstein       | Kooptation                   | Theorie                                            | Eberhard Karls Universität Tübingen          |
| Automatisiertes Maschinelles Lernen für die Wissenschaft | Katharina Eggensperger | Unabhängige Forschungsgruppe | Maschinelles Lernen                                | Eberhard Karls Universität Tübingen          |
| E-Health and Medical Data Science                        | Carsten Eickhoff       | Kooptation                   | Biomedizinische Informatik                         | Eberhard Karls Universität Tübingen          |
| Autonomous Systems                                       | Shahram Eivazi         | Industry on Campus           | Maschinelles Lernen; Software & System-Engineering | Festo                                        |
| Allgemeine Sprachwissenschaft & Pragmatik                | Michael Franke         | Kooptation                   | Vision & Cognition                                 | Eberhard Karls Universität Tübingen          |
| Epistemology and Ethics of Machine Learning              | Konstantin Genin       | Unabhängige Forschungsgruppe | Maschinelles Lernen                                | Eberhard Karls Universität Tübingen          |
| Computational Sensomotorics                              | Martin Giese           | Kooptation                   | Vision & Cognition                                 | Eberhard Karls Universität Tübingen          |
| Social Foundations of Computation                        | Moritz Hardt           | Honorarprofessur             | Maschinelles Lernen                                | Max-Planck-Institut für Intelligente Systeme |
| Neuromechanics and Rehabilitation Robotics               | Daniel Häufle          | Kooptation                   | Biomedizinische Informatik                         | Hertie Institut für klinische Hirnforschung  |
| Theorie und Geschichte der Wissenschaften                | Reinhard Kahle         | Kooptation                   | Theorie                                            | Eberhard Karls Universität Tübingen          |
| Eingebettete Systeme                                     | Thomas Kropf           | Honorarprofessur             | Software & System-Engineering                      | Robert Bosch GmbH                            |
| Multimodal Learning                                      | Hilde Kühne            | Kooptation                   | Vision & Cognition                                 | Tübingen AI Center                           |
| Medical Image and Data Analysis                          | Thomas Küstner         | Kooptation                   | Biomedizinische Informatik                         | Eberhard Karls Universität Tübingen          |
| Self-organization and optimality in neuronal networks    | Anna Levina (Martius)  | Juniorprofessur              | Theorie; Vision & Cognition                        | Eberhard Karls Universität Tübingen          |
| Maschinelles Lernen in nachhaltigen Energiesystemen      | Nicole Ludwig          | Unabhängige Forschungsgruppe | Maschinelles Lernen                                | Eberhard Karls Universität Tübingen          |
| Proteinevolution                                         | Andrei Lupas           | Honorarprofessur             | Biomedizinische Informatik                         | Max-Planck-Institut für Biologie Tübingen    |
| Computational Genomics                                   | Stephan Ossowski       | Kooptation                   | Biomedizinische Informatik                         | Eberhard Karls Universität Tübingen          |
| Machine Learning for Clinical Neurosciences              | Kerstin Ritter         | Kooptation                   | Vision & Cognition                                 | Hertie Institute for AI in Brain Health      |
| Evolutionary Cognition                                   | Bettina Rolke          | Kooptation                   | Vision & Cognition                                 | Eberhard Karls Universität Tübingen          |
| Human Language Technologies                              | Harry Scells           | Juniorprofessur (kooptiert)  | Biomedizinische Informatik                         | Eberhard Karls Universität Tübingen          |
| Teaching Specialist für Theoretische Informatik          | Lena Schlipf           | Akademische Rätin            | Theorie                                            | Tübingen AI Center                           |
| Empirical Inference                                      | Bernhard Schölkopf     | Honorarprofessur             | Maschinelles Lernen                                | Max-Planck-Institut für Intelligente Systeme |
| Teaching Specialist für Praktische Informatik            | Philipp Schuster       | Akademischer Rat             | Software & Systems Engineering                     | Tübingen AI Center                           |
| Lebenslanges Reinforcement Learning                      | Claire Vernade         | Unabhängige Forschungsgruppe | Maschinelles Lernen                                | Eberhard Karls Universität Tübingen          |
| Human and Machine Cognition                              | Charley Wu             | Unabhängige Forschungsgruppe | Vision & Cognition                                 | Eberhard Karls Universität Tübingen          |
| Quelle:                                                  |                        |                              |                                                    |                                              |